# Буйвалевский сельский совет (Кролевецкий район)
Буйвалевский сельский совет (укр. Буйвалівська сільська рада) — входит в состав
Кролевецкого района
Сумской области
Украины.
Административный центр сельского совета находится в 
с. Буйвалово
.

## Населённые пункты совета
- с. Буйвалово
- с. Николаенково
- пос. Мирное
- с. Неровнино
- с. Свидня